# 伊伎月雄
伊伎 月雄（いき の つきお）は、平安時代前期の貴族・儒学者。氏姓は占部連（無姓）のち中原朝臣。宮主・伊伎是雄の子か。官位は従五位下・越前介。

## 出自
宮主・伊伎是雄の子とする系図があるが、是雄は貞観5年（863年）に卜部（無姓）から伊伎宿禰姓に改姓している一方、月雄は占部連を称しており、疑問がある。

## 経歴
讃岐掾を経て、元慶元年（877年）に存問渤海客使に任じられる。元慶4年（880年）釈奠にて直講として『礼記』を講じた。その後、助教を務める一方、占部連から中原朝臣に改姓している。
元慶7年（883年）外従五位下に、元慶8年（884年）には内位の従五位下に叙せられ、仁和2年（886年）には越前介次いで讃岐権掾を兼帯した。また、仁和4年（888年）に発生した阿衡事件では「阿衡に職掌なし」と書いた勘文を提出している。
寛平8年（896年）6月14日卒去。享年59。

## 官歴
注記のないものは『日本三代実録』による。
- 時期不詳：正八位下。讃岐掾
- 元慶元年（877年） 2月3日：存問渤海客使。3月11日：兼領客使
- 元慶4年（880年） 2月3日：見直講
- 時期不詳：占部連から中原朝臣に改姓。助教。正六位上
- 元慶7年（883年） 正月7日：外従五位下
- 元慶8年（884年） 11月25日：従五位下
- 仁和2年（886年） 2月21日：兼越前介。6月19日：兼讃岐権掾
- 寛平3年（891年） 日付不詳：大学博士[要出典]

## 系譜
「松尾社家系図」による。
- 父：伊伎是雄
- 母：和気好道の娘
- 妻：大中臣淵魚の娘
  - 男子：伊伎雪雄（861-922）
- 生母不明の子女
  - 男子：伊伎淵雄